# Fred Rodriguez

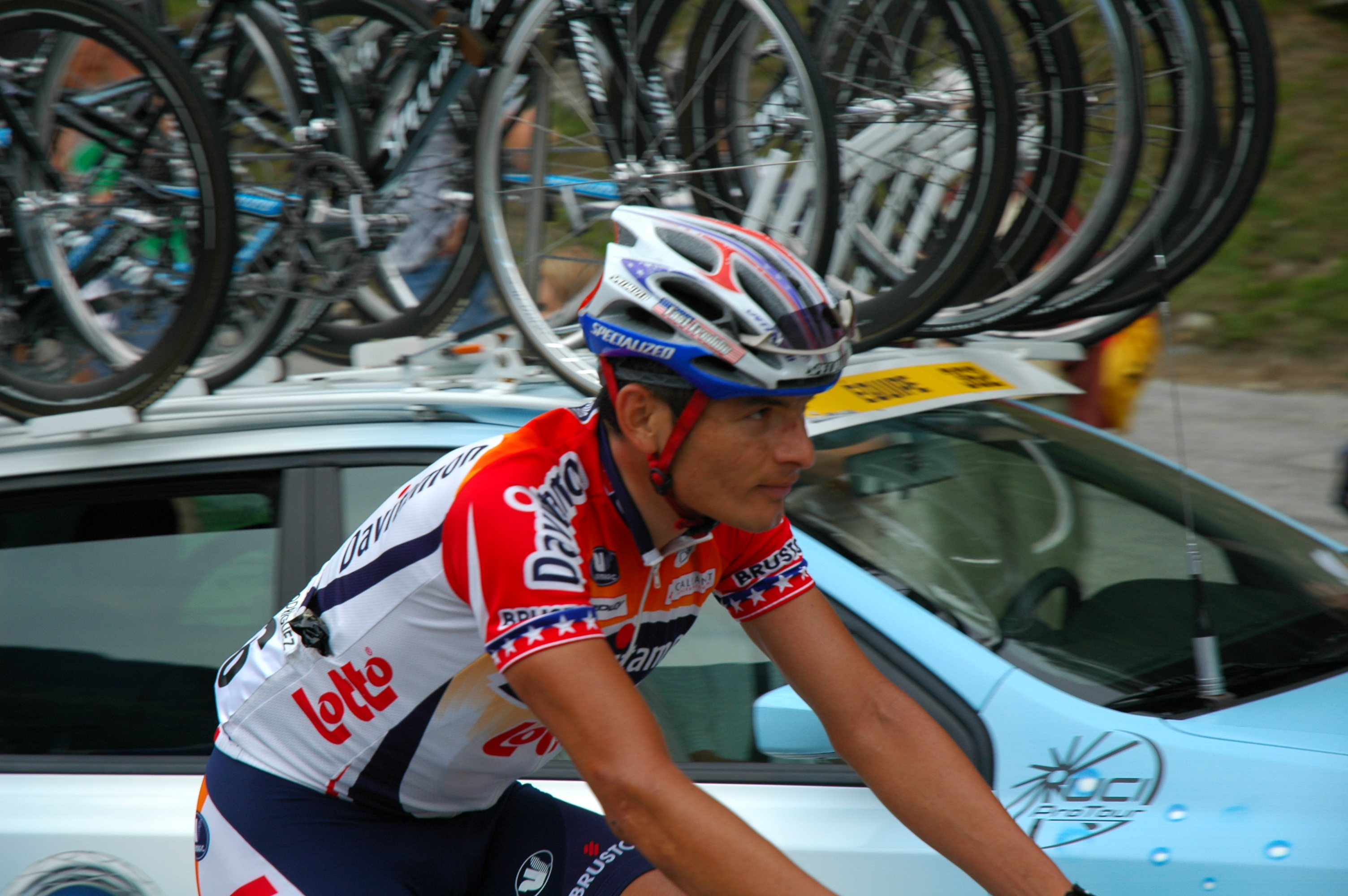
Fred Rodriguez während der 10. Etappe der Tour de France 2005

Fred Rodriguez (* 3. September 1973 in Bogotá) ist ein US-amerikanischer Radrennfahrer.

## Leben
In den Jahren 1996 bis 1998 fuhr er für Saturn, 1999 und 2000 für Mapei, 2001 und 2002 für Domo-Farm Frites, 2003 für Vini Caldirola, 2004 für Acqua e Sapone, von 2005 bis 2007 für Predictor-Lotto, von 2008 bis 2009 für das Rock Racing Team und von 2011 bis 2012 für das Team Exergy. In den Jahren 2000, 2001, 2004 und 2013 gewann er die US-Straßenmeisterschaft der Profis. 2002 konnte er zweite Plätze in den Rennen Mailand–Sanremo und Gent–Wevelgem erringen.
Nachdem er 2012 schon sein Karriereende verkündet hatte, unterschrieb er am 8. Mai 2013 wieder einen Vertrag beim Team Jelly Belly-Kenda. Wenige Wochen später konnte er zum vierten Mal den US-amerikanischen Meistertitel im Straßenrennen erringen.

## Erfolge
1991
- US-amerikanischer Meister – Straßenrennen (Junioren)
- US-amerikanischer Meister – Mannschaftszeitfahren (Junioren)

1995
- eine Etappe Regio Tour

1997
- eine Etappe Redlands Bicycle Classic
- eine Etappe Niedersachsen-Rundfahrt

1998
- eine Etappe Niedersachsen-Rundfahrt
- zwei Etappen Tour de Langkawi

1999
- eine Etappe Tour Trans-Canada
- Schaal Sels
- eine Etappe Tour de Langkawi

2000
- US-amerikanischer Meister – Straßenrennen
- eine Etappe Tour de Suisse
- eine Etappe Vier Tage von Dünkirchen
- zwei Etappen Niedersachsen-Rundfahrt

2001
- eine Etappe Luxemburg-Rundfahrt
- US-amerikanischer Meister – Straßenrennen

2003
- zwei Etappen Georgia-Rundfahrt
- eine Etappe Rhodos-Rundfahrt

2004
- eine Etappe Giro d’Italia
- US-amerikanischer Meister – Straßenrennen

2005
- eine Etappe GP International Costa Azul

2006
- eine Etappe Tour de Georgia

2007
- eine Etappe Tour de Georgia
- eine Etappe Tour of Elk Grove

2013
- US-amerikanischer Meister – Straßenrennen

## Teams
- 1996 Saturn
- 1997 Saturn
- 1998 Saturn
- 1999 Mapei-Quick Step
- 2000 Mapei-Quick Step
- 2001 Domo-Farm Frites
- 2002 Domo-Farm Frites
- 2003 Vini Caldirola
- 2004 Acqua & Sapone-Caffè Mokambo
- 2005 Davitamon-Lotto
- 2006 Davitamon-Lotto
- 2007 Predictor-Lotto
- 2008 Rock Racing
- 2009 Rock Racing
- 2010 Team Specialized Masters
- 2011 Team Exergy (ab 01.06.)
- 2012 Team Exergy
- 2013 Jelly Belly-Kenda (ab 08.05.)
- 2014 Jelly Belly-Maxxis